# حجر الطير (قفل شمر)

تعديل مصدري - تعديل

حجر الطير هي إحدى قرى عزلة بني جل بمديرية قفل شمر التابعة لمحافظة حجة، بلغ تعداد سكانها 199 نسمة حسب تعداد اليمن لعام 2004.